# Cabana d'era de Carboneres
La Cabana d'era de Carboneres és una obra de l'Esquirol (Osona) inclosa a l'Inventari del Patrimoni Arquitectònic de Catalunya.

## Descripció
Cabana d'era de planta rectangular (7 x 5 m), coberta a dues vessants i amb el carener perpendicular a la façana situada a migdia, davant la qual hi ha l'era caironada circular pràcticament coberta per herba. La façana principal presenta un portal rodó elevat fet de pedra basta. L'edifici presenta a la planta baixa el corral i al nivell superior la pallissa. Totes les altres façanes són cegues. Aquesta cabana s'aixeca vora un dels roures més monumentals de la zona.

## Història
Cabana relacionada amb l'antic mas Carboneres del segle xix, documentat des del 1124. Altres documents citen Carboneres d'Amunt i Carboneres d'Avall. S'ignora quin dels dos és l'actual, ja que no s'ha trobat rastre de l'altre. Probablement seria el d'Amunt, perquè en alguns documents ve esmentat com a Carboneres Sobirà. El mas fou cremat l'any 1653 durant la Guerra dels Segadors, segons el Diari de Joan de la Guàrdia.